# Hart Hills
Hart Hills är en kulle i Antarktis. Den ligger i Västantarktis. Chile gör anspråk på området. Toppen på Hart Hills är 1 655 meter över havet.
Terrängen runt Hart Hills är en högslätt, och sluttar brant österut. Trakten är obefolkad. Det finns inga samhällen i närheten.